# Planetella
Planetella is een muggengeslacht uit de familie van de galmuggen (Cecidomyiidae).

## Soorten
- P. alexanderi (Felt, 1921)
- P. americana (Felt, 1907)
- P. arenariae

Zandzeggegalmug (Rübsaamen, 1899)
- P. atlantica (Felt, 1908)
- P. billoti (Kieffer, 1909)
- P. bremii (Kieffer, 1898)
- P. brunnea (Rübsaamen, 1892)
- P. caricis

Scherpe zeggegalmug (Rübsaamen, 1911)
- P. caudata (Felt, 1916)
- P. cincta (Felt, 1921)
- P. clarkei (Felt, 1908)
- P. coloradensis (Cockerell, 1908)
- P. consobrina (Felt, 1907)
- P. cornifex (Kieffer, 1898)
- P. cornuta (Bremi, 1847)
- P. cucullata (Meigen, 1818)
- P. davisi (Felt, 1921)
- P. dilatata (Felt, 1921)
- P. extrema (Walker, 1837)
- P. fenestra (Felt, 1915)
- P. fischeri

Fischers zeggegalmug (Frauenfeld, 1867)
- P. frireni (Kieffer, 1909)
- P. fulva (Felt, 1926)
- P. gallarum

Zwarte zeggegalmug (Rübsaamen, 1899)
- P. gibba (Zetterstedt, 1850)
- P. gibbosa (Camillo Róndani, 1860)
- P. grandis (Meigen, 1804)
- P. granifex (Kieffer, 1898)
- P. incisa (Felt, 1921)
- P. johnsoni (Felt, 1907)

- P. kneuckeri (Kieffer, 1909)
- P. lambertoni (Kieffer, 1901)
- P. maxima (Felt, 1921)
- P. modesta (Felt, 1913)
- P. montana (Felt, 1921)
- P. needhami (Felt, 1907)
- P. palustris (Felt, 1907)
- P. producta (Meigen, 1830)
- P. proteana (Felt, 1914)
- P. pudica (Felt, 1913)
- P. rosenhaueri (Rübsaamen, 1892)
- P. saturni (Felt, 1914)
- P. shawi (Felt, 1913)
- P. strobli (Kieffer, 1901)
- P. subterranea (Kieffer & Trotter, 1904)
- P. tarda (Rübsaamen, 1914)
- P. tuberifica (Rübsaamen, 1899)
- P. tumorifica (Rübsaamen, 1899)
- P. westermanni (Meigen, 1830)
- P. winnertzi (Kieffer, 1898)